# Pseudocryptochirus viridis
Pseudocryptochirus viridis is een krabbensoort uit de familie van de Cryptochiridae. De wetenschappelijke naam van de soort is voor het eerst geldig gepubliceerd in 1938 door Hiro.